# Catharanthus pusillus
Catharanthus pusillus är en oleanderväxtart som först beskrevs av Johan Andreas Murray, och fick sitt nu gällande namn av George Don jr. Catharanthus pusillus ingår i släktet Catharanthus och familjen oleanderväxter. Inga underarter finns listade i Catalogue of Life.